# Anouk is Alive
Anouk is Alive is het zevende album van Anouk uit 2006 en tevens haar eerste echte livealbum.
Dit album bevat de complete registratie van haar vier Ahoyconcerten in Rotterdam.
Ook is er een gelijknamige dubbel-dvd uitgekomen met dezelfde nummers. De dvd stond wekenlang op 1 in de muziek-dvd charts.
Ter promotie van het album werd het nummer More Than You Deserve als videoclip uitgebracht.